# 7440 Zavist
Zavist (asteróide 7440) é um asteróide da cintura principal, a 2,1551109 UA. Possui uma excentricidade de 0,1669119 e um período orbital de 1 519,71 dias (4,16 anos).
Zavist tem uma velocidade orbital média de 18,51839797 km/s e uma inclinação de 10,96188º.
Este asteróide foi descoberto em 1 de Março de 1995 por Miloš Tichý.